# Francmasonería en Argentina

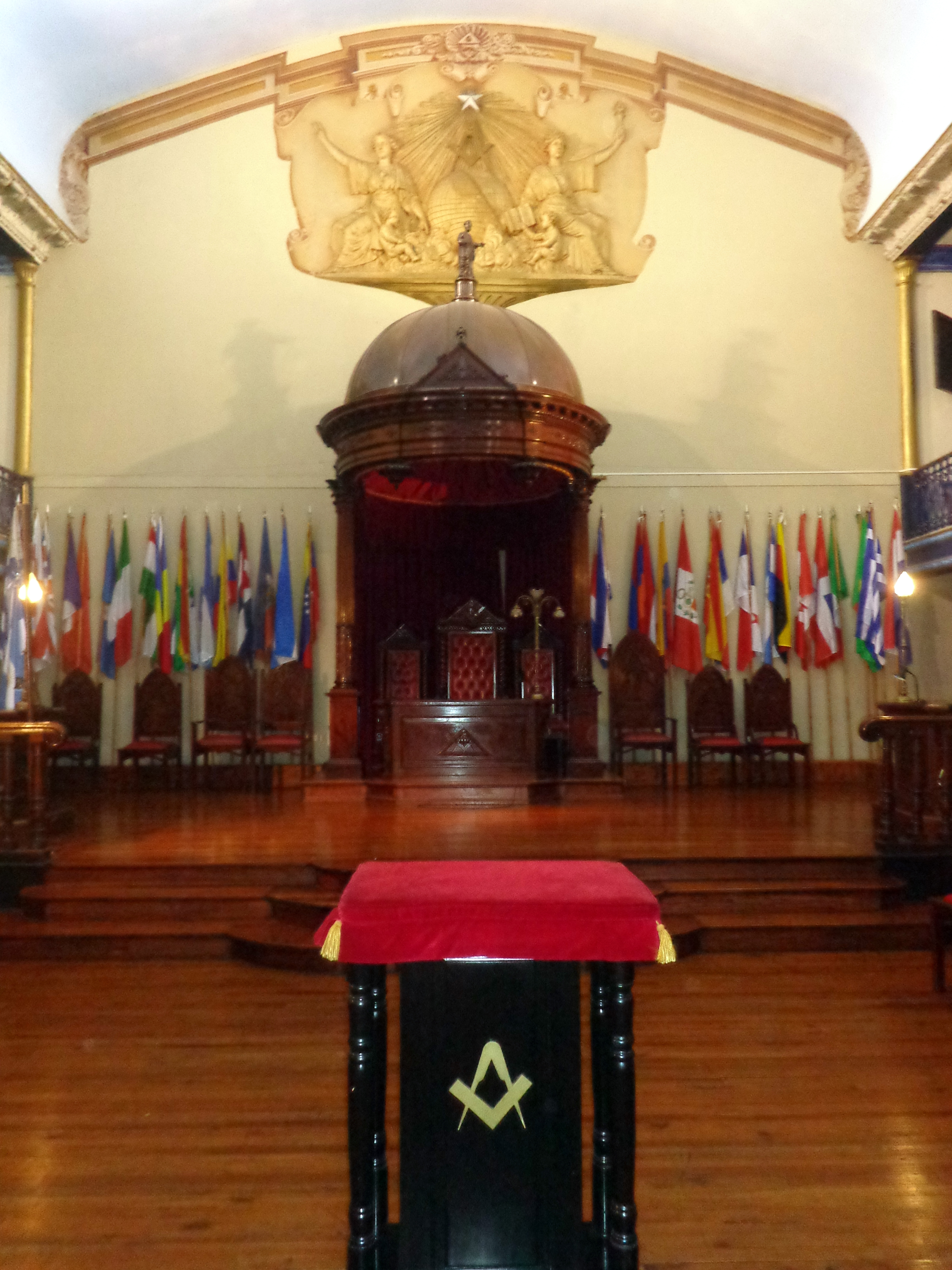
Salón principal del Palacio Cangallo, Sede de la Gran Logia de la Argentina de Libres y Aceptados Masones.

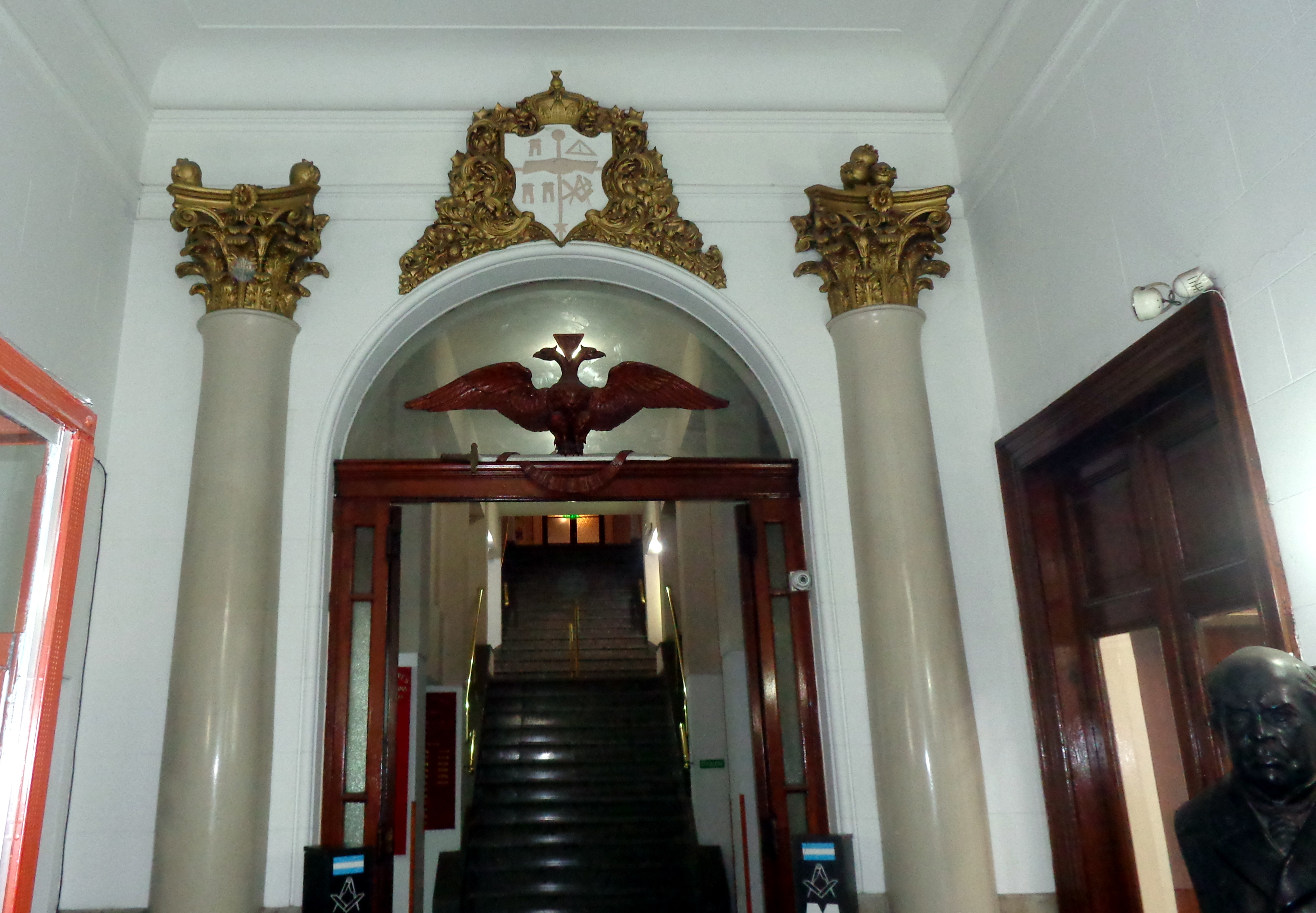
Entrada al Palacio Cangallo.

La francmasonería en Argentina se cree que comenzó en las postrimerías del siglo XVIII. Por lo tanto, lleva más de doscientos años de desarrollo en el territorio, y en la actualidad son varios los ritos que se trabajan, existiendo simultáneamente grupos mixtos, femeninos, y los más tradicionales, que son exclusivamente masculinos.
La primera logia masónica instalada en el territorio del Virreinato del Río de la Plata, fue la logia Independencia, y trabajó bajo autorización de la Gran Logia Escocesa de Francia, por lo que es de suponer que utilizaban el Rito Escocés, o alguna variación del llamado Rito Francés Moderno. Según publica la «Gran Logia de la Argentina de libres y aceptados masones», la logia Independencia habría estado autorizada desde 1795, y desde su mismo nombre, acusaba en sus integrantes una concepción autonomista para los habitantes de las tierras americanas.
El libro Episodios Patrios de Francisco Guilló, refiere que las actividades de la logia comenzaron en una vieja casona adyacente a la capilla de San Miguel, donde tiempo atrás había levantado la parroquia el presbítero Juan Gutiérrez González y Aragón. El lugar estaba rodeado de zanjones, que se convertían en grandes obstáculos los días de lluvia, por lo que tanto la capilla como la casona dejaron de utilizarse a poco de comenzar sus respectivas actividades.
Para el año 1810 había aparecido otra logia llamada también Logia Independencia, cuyo Venerable Maestro era Julián Álvarez, y sobre la cual no existen precisiones si habría sido una continuación de la logia homónima o una logia totalmente nueva. Esta segunda Logia Independencia dirigida por Álvarez, es la que suministró los primeros hombres y rituales para la conformación de la logia Lautaro de Buenos Aires, la primera de tan alta importancia y gravitación en los movimientos independentistas del territorio de las Provincias Unidas del Río de la Plata.
José de San Martín ingresó en la masonería con el apoyo de Lord MacDuff, James Duff, IV conde de Fife, un noble escocés. Luego de esto, contacta en Londres con Tomás Guido, Andrés Bello, José Matías Zapiola y Carlos María de Alvear en la logia que había levantado el venezolano Francisco de Miranda. En Buenos Aires yergue columnas la logia Lautaro, que jugó un papel señero en la liberación de América hispana. Carlos Maria de Alvear, Gervasio Antonio Posadas, y Juan Martín de Pueyrredón fueron sus más destacados miembros, ya que ciñeron sus mandiles y tundieron sus mazos bajo el tul celeste de Lautaro. Zapiola, quien había alcanzado una edad avanzada antes de su muerte, fue el único testigo que dejó datos precisos sobre la Logia Lautaro, sus miembros y sus intenciones.

## Historia

### Las primeras confederaciones de logias
Miguel Valencia, un abogado iniciado en la segunda logia Independencia, iba a fundar a principios de 1857 la primera Obediencia masónica del territorio, llamada «Gran Oriente de la Confederación Argentina». Valencia era un político que adhería al Partido Unitario.
Es por ello que en diciembre del mismo año en que se creara el Gran Oriente, el abogado cordobés José Roque Pérez logra que las tres logias que apoyaban a Valencia, se unan a cuatro logias que trabajaban con él, firmando un pacto de unión para crear la «Gran Logia Argentina», dejando totalmente solo a Miguel Valencia.
La primera Gran Logia quedó formada el 11 de diciembre de 1857, con la unión de las logias: “Tolerancia”, “Regeneración”, “Constancia”, “Unión del Plata”, “Lealtad”, “Confraternidad Argentina” y “Consuelo del Infortunio”. El diplomático y jurista, Roque Pérez, fue quien quedó como primer Gran Maestre.
Esta primera «Gran Logia de Argentina», con los años iba a devenir en otras Grandes Logias, algunas que desaparecieron, otras que se fusionaron y otras persisten hasta la actualidad. En sus primeras décadas tuvo gran actividad política en sus filas, y unos catorce Presidentes de la República, salieron de ella. Se citan algunos nombres como Justo José de Urquiza, Bartolomé Mitre, Domingo Faustino Sarmiento, Leandro N. Alem, Roque Sáenz Peña y Carlos Pellegrini.
En 1859 nació la «District Grand Lodge of South America» (Southern Division), que trabajaba en inglés y exclusivamente con miembros ingleses. Originalmente se llamó "The Provincial Grand Lodge for the Argentine Republic", y sigue trabajando en la actualidad, constituyendo la Obediencia masónica más antigua de todo el territorio.
Los masones ingleses del ferrocarril, nutrieron originalmente estos talleres de pensamiento, y siempre se trabajó en el Rito Emulación, para luego en los grados filosóficos encarar el «Real Arco», y los «Maestros de la Marca».

### Evolución en el siglo XX
Ya en el año 1902, se creó en Argentina una Obediencia llamada «Gran Oriente del Rito Azul», que decidió trabajar tan solo en los tres primeros grados de la Masonería, por entender que allí estaba resumido todo el conocimiento y las enseñanzas masónicas.
El nombre de Rito Azul viene de que esos primeros tres grados, configuran la llamada Masonería azul o simbólica. Dos sobrinos del expresidente Domingo F. Sarmiento, fueron los fundadores.
Al final del mismo año, esa Obediencia se divide en dos ramas, que se llamaron «Gran Oriente del Rito Confederado», y el «Gran Oriente Nacional del Rito Argentino», que retomó el sistema clásico de los 33 grados del Rito Escocés.
Hasta 1930 la Masonería argentina tenía dos organizaciones principales: la «Gran Logia Argentina del Rito Escocés Antiguo y Aceptado» y la «Gran Logia Nacional Argentina». Pero estas Obediencias no eran las únicas, sino que además funcionaron una «Filial Hispano Argentina del Gran Oriente Español», y la «Gran Logia Provincial de Santa Fe», con Carta Patente otorgada en Nápoles
En 1932 las logias de la Gran Logia Nacional ingresaron en la Gran Logia Argentina del REAA, y a finales de ese año, mediante el llamado “Pacto de Unión”, también lo hicieron las logias de obediencia española.
Dos años después se produce una fractura, y varias logias republicanas se retiran, para unirse a logias italianas liberales, creando la Gran Logia Federal Argentina, que luego iba a llamarse «Gran Oriente Federal Argentino» (GOFA).
Por otra parte la Gran Logia Provincial de Santa Fe, abatió columnas el 2 de agosto de 1944, un tiempo después de la muerte de su fundador, el «Gran Maestre mundial Guerino Troilo».
El 30 de agosto de 1956, se produce en Buenos Aires una fusión entre el GOFA y la Gran Logia del Rito Escocés, que persiste hasta la actualidad bajo el nombre de «Gran Logia de la Argentina de Libres y Aceptados Masones».

### Actualidad de la Masonería argentina
Con el paso de los años, siguieron apareciendo ritos y órdenes masónicas en Argentina. La Gran Logia Unida de Inglaterra  actualmente reconoce a la «Gran Logia de la Argentina de Libres y Aceptados Masones», siendo la más numerosa en la actualidad, a esta se le conoce como masonería especulativa. En el tiempo reciente, la Gran Logia Argentina se ha caracterizado por su liberalización y alejamiento de las prácticas masónicas atentas al elemento tradicional. Esta línea ha logrado hegemonizar los cargos de autoridades en los últimos años. Producto de estos procesos, muchos masones han visto necesario encauzar sus trabajos por fuera de este espacio.
En el año 2022, a partir de la iniciativa “fratelli d’oltremare” (hermanos de ultramar), el Gran Maestre Massimo Criscoli Tórtora decretó la creación de la Gran Delegación Magistral de América Latina y la Delegación Magistral de Argentina de la Serenissima Gran Loggia d'Italia. La Delegación Magistral Argentina adhiere a la tradición escocesa de la masonería, manteniendo los valores y principios que rigen la regulación masónica internacional, enfocándose en los aspectos rituales, tradicionales e iniciáticos. 
La Delegación cuenta con logias en varias provincias argentinas, como Buenos Aires, Mendoza, Santa Cruz, Neuquén, Salta, Jujuy, Corrientes y Córdoba. El actual Gran Maestre Adjunto es Sergio Héctor Nunes, ex Gran Maestre de la Gran Logia Argentina (2005-2008).
La Delegación Magistral Argentina ha visto crecer rápidamente su presencia en el país, con nutridos talleres en diversas regiones.
En tanto la Masonería que sigue la línea de pensamiento liberal del Gran Oriente de Francia, está representada por cinco Obediencias distintas, que admiten a la mujer en pie de igualdad con el hombre, dentro de la Institución.
Ellas son la «Orden Masónica mixta Internacional Le Droit Humain» (primera Obediencia mixta del mundo con sede en Francia), el «Gran Oriente Federal de la República Argentina» con sede en Mendoza, la Gran Logia Simbólica Argentina, con sede en Córdoba, el «Gran Oriente Patriótico de la República Argentina», con Logias en Buenos Aires y Córdoba, y el «GOLA» (Gran Oriente Latino Americano) con dos Logias, una en Buenos Aires, la otra en Posadas (GOLA es una Obediencia internacional con logias en varios países de América y también de Europa). El Gran Oriente Hermético Mixto Sudamericano tiene su sede en Buenos Aires y cuenta con logias en distintos países de Latinoamérica.
Por otra parte el llamado Rito Antiguo y Primitivo de Memphis-Misraim, tiene logias en Buenos Aires, Córdoba y Tucumán, que aunque no suscriben a Inglaterra ni a su línea de regularidad, mantienen requisitos similares para el ingreso de sus miembros. El «Rito de Memphis» (Montauban 1815), se comenzó a trabajar en Argentina en 2011, solamente en algunas logias de la Gran Logia Simbólica Argentina.
Dentro de la masonería argentina hay masonería operativa, ejemplo de ellos es la Orden Real de Heredom de Kilwinning que trabaja el rito escocés antiguo de siete grados. La Orden tiene su origen en los años de la liberación de Escocia, luego de que el rey Robert the Bruce creara la Orden de San Andrés del Cardo en 1314. Su tradición crística y caballerezca llega a Argentina en 1987, y en 1992 se expande hacía otros países de Latinoamérica.
La Masonería Cristiana tiene también su lugar, pues desde 2007 se comenzó a trabajar el Régimen Escocés Rectificado, en la logia Cruz del Sur N.° 7, establecida en Buenos Aires bajo jurisdicción del Gran Priorato de Hispania.
Aunque estos dos ritos guardan similitudes por su origen caballeresco, no constituyen una misma Orden ni siguen los mismos preceptos de Observancia.
Las obediencias exclusivamente femeninas en territorio argentino son la «Gran Logia Simbólica Femenina de Argentina» y «Gran Logia Femenina de Argentina». Esta última miembro de CLIPSAS y FAMAF. 
También existe  la «Gran Logia Femenina de Memphis-Misraim», que tiene sede en Tucumán y trabaja este rito egipcio.

## Los altos grados de la Masonería en Argentina
El más antiguo de los Organismos rectores de los altos grados, es el «Supremo Consejo Nacional 33°» para la República Argentina, que fuera fundado en 1858, por un grupo de masones que habían recibido el último grado del Rito Escocés, de parte del Supremo Consejo de Uruguay. Trabaja en el REAA de línea francesa.
Como el primer Soberano Gran Comendador fue el abogado Miguel Valencia, quien había entrado en fuertes disputas con José Roque Pérez, este Supremo Consejo tardó muchos años en establecer tratativas y reconocimiento, con la Gran Logia Argentina, pero fue la primera en obtener el reconocimiento por parte del Supremo Consejo de Francia a través del Supremo Consejo de Brasil.
En el año 1856 el entonces Soberano Gran Comendador Miguel Valencia 33° – y a través del Supremo Consejo de Brasil – tramitó y consiguió su reconocimiento por parte de Francia tal como consta en sus Actas del año 1857.
La historia del «Supremo Consejo Nacional 33°» para la República Argentina es muy rica en datos que reflejan los momentos en nuestra Patria que se vivieron luego de la Batalla de Caseros.
El Doctor Miguel Valencia, quien se había exiliado en Brasil por ser Unitario, consiguió el reconocimiento del Supremo Consejo de ese país y, a través de éste, el reconocimiento y regularidad de Francia.
Por otro lado, el Doctor Roque Pérez – de ideas Federales, ex embajador de Rosas y médico que dio su vida durante la Fiebre Amarilla – tramitaba el mismo reconocimiento con Inglaterra.
Desavenencias entre ambos resultaron en una disputa que terminó con el alejamiento del Doctor Valencia y la posterior toma del poder por parte del Doctor Roque Pérez.
Los años y los hombres hicieron que en un momento de la historia se olvidara el primer reconocimiento valedero por parte de Francia y se abandonara estos antecedentes masónicos, buscando y consiguiendo el reconocimiento de Estados Unidos.
El Supremo Consejo Nacional 33º  de la República  Argentina reafirma, con los auspicios del Supremo Consejo de Francia, el hito histórico que significó la primera vez que fue reconocida por una de las tres grandes potencias masónicas del mundo y hace votos para la Unión Fraternal de todos los Hermanos, bajo el lema de ese gran Masón que fue José Hernández… “Los Hermanos sean Unidos…”
Recién en 1930, luego de la Sexta Conferencia Internacional de Supremos Consejos Confederados celebrada en París, se decide el trabajo mancomunado de la Masonería simbólica, con este primer ente rector de los altos grados del Rito Escocés Antiguo y Aceptado.
Herederos de ese primer Organismo, son el actual Supremo Consejo del Grado 33° de Argentina, que trabaja junto a la Obediencia que hoy lleva por nombre Gran Logia de la Argentina de Libres y Aceptados Masones.
Existe también un «Supremo Consejo del Grado 33° del GOFRA», que trabaja en la provincia de Mendoza junto al «Gran Oriente Federal de la República Argentina».
En tanto en Córdoba funciona la central del «Supremo Consejo Argentino 33°», con autorización del Supremo Consejo Hermético de México, y que trabaja junto a la Gran Logia Simbólica Argentina.
Mientras, en el año 2016, con Carta Patente de Francia, se creó el Supremo Consejo Federal del Grado 33º para la República Argentina, que practica el REAA de línea francesa.
En cuanto al rito de Memphis-Misraim, existen dos Altos Cuerpos que aunque no se reconocen mutuamente, funcionan en la misma ciudad.
El 25 de febrero de 1957 se crea la Suprema Orden de los Masones del Santo Real Arco de Jerusalén de la República Argentina, con sede en el edificio de la Gran Logia de la Argentina de Libres y Aceptados Masones en la ciudad de Buenos Aires, y jurisdicción en todo el territorio argentino.

## Notables masones de Argentina
Artes y Literatura: Juan Bautista Alberdi, Olegario Víctor Andrade, Pedro Benoit, Augusto Berto, Martín Boneo, Eugenio Cambaceres, Francisco Canaro, Roberto Casaux, Samuel Castriota, Ernesto de la Cárcova, Evaristo Carriego, Estanislao Del Campo, Enrique García Velloso, Clotilde González de Fernández, José Hernández, Andrés Lamas, Juana Manso, Homero Manzi, José Mármol, Enrique Muiño, Adrián Otero, Florencio Parravicini, Alberto Prebisch, Prilidiano Pueyrredón, Enrique de Rosas, Manuel Baldomero Ugarte, Rogelio Yrurtia y Charles Thays.
Ciencias: Nicanor Albarellos, Diego Alcorta, Agustín Álvarez, Florentino Ameghino, Juan Bialet Massé, Manuel Blancas, Hermann Burmeister, Claudio Mamerto Cuenca, Juan Antonio Fernández, Joaquín Víctor González, Eduardo Ladislao Holmberg, Alejandro Korn, Juan Crisóstomo Lafinur, Carlos Luis Spegazzini, Ovidio Lagos, Miguel Lillo, José Roque Pérez,  Alejo Peyret, Ignacio Pirovano, Pablo Pizzurno, José María Ramos Mejía, Adolfo Saldías y Pedro Scalabrini.
Deportes: Leopoldo Bard, Isaac Newell, Antonio Vespucio Liberti, Alexander Watson Hutton, Carlos Wilson y Francis Chevallier Boutell.
Empresariado: Tiburcio Benegas, Mariano Billinghurst, Ramón José Cárcano, Federico Lacroze, Eduardo Bautista Legarreta, George Temperley y Carlos Mauricio Schweitzer.
Política y militar: Francisco Alcobendas, Leandro N. Alem, Julián Álvarez, Carlos María de Alvear, Carlos Torcuato de Alvear, Marcelo Torcuato de Alvear, Torcuato de Alvear, Francisco Barroetaveña, Juan Bautista Bascary, Rafael Núñez, Félix Benavidez, Liborio Bernal, Manuel Blanco Encalada, José Félix Bogado, Ángel Borlenghi, Adolfo Bullrich, Salvador María del Carril, Carlos Casares, Juan José Castelli, Julio Cobos, Guillermo Cranwell, Carlos Alfredo D'Amico, Victorino de la Plaza, Santiago Derqui, José Figueroa Alcorta, Santiago Fitz Simon, Juan Ángel Golfarini, Emilio Gouchón, Gregorio Gavier, José Benjamín Gorostiaga, Enrique Guillermo Howard, Arturo Umberto Illia, Marcos Juárez Celman, Miguél Ángel Juárez Celman, Agustín Pedro Justo, Agustín P. Justo, Juan Gregorio de las Heras, Juan Lavalle, Crisólogo Larralde, Moisés Lebensohn, Onésimo Leguizamón, Vicente López y Planes, Vicente Fidel López, Emilio Massera, Gabriel del Mazo, Bartolomé Mitre, Ángel Augusto de Monasterio,  Fabián Onsari, Alfredo Palacios, Juan José Paso, Carlos Pellegrini, Manuel Quintana, Guillermo Rawson, Bernardino Rivadavia, Julio Argentino Roca, Dardo Rocha, Nicolás Rodríguez Peña, Cornelio Saavedra, Amadeo Sabattini, Roque Sáenz Peña, Silvano Santander, Domingo Faustino Sarmiento, Justo José de Urquiza, Octaviano Vera, Hipólito de Villegas, Isaac Rojas, Pedro Eugenio Aramburu, José Matías Zapiola y Raúl Alfonsin.
Religiones: Ramón Eduardo de Anchoris.